# نظرية سياسية
النظرية السياسية هي جهد أو نوع من أنواع الفكر السياسي، وتعنى النظرية السياسية بنقل الظواهر المختلفة التي تقع فعلا في عالم السياسة إلى نطاق العلم الواقعي المتفق مع العقل
والإطار الواقعي أو العملي في علم السياسة أو العلوم السياسية لا يشغله ما ينبغي أن يكون عليه المجتمع السياسي، وإنما يبحث في طبيعة الظاهرة بوصفها أمراً واقعاً.

## اهمية النظريات السياسية
غاية ما يستهدفه صاحب النظرية السياسية مجرد الكشف عن الأصول العامة أو القوانين التي تبين علاقة السببية ،أي الربط بين أسباب الظواهر السياسية ومسبباتها.
تكمن أهمية النظريات السياسية في كونها تعمد إلى ايجاد علاقة أو رابط بين سبب ومسبب, وبرغم أن النظرية السياسية تعد بمثابة عمل بنائي لكونها تبدأ بالمشاهدة الحسية للظواهر السياسية ثم تكشف عن القوانين التي تحكم هذه الظواهر- إلا أنها قد لا تهدف، أو بمعنى أدق لا تستطيع في معظم الأحيان إحلال شيء ما محل ما يقابله في الواقع السياسي العربي

## أهم النظريات السياسية
أبرز النظريات السياسية هي: نظرية الدولة ونظرية السيادة، وتندرج تحت اطاري النظريتين عدة نظريات فرعية تفسر نشأة الدولة وظاهرة السيادة.

## اقرأ أيضاً
- النظرية السياسية النسوية

## المصدر
د.جمال سلامة علي :كتاب "السياسة بين الأمم.. النظرية السياسية وقضايا الفكر السياسي" الناشر دار النهضة العربية، 2005